# Isabelle de Hainaut
Isabelle de Hainaut (n. 5 aprilie 1170, Valenciennes, – d. 15 martie 1190, Paris) a fost regină a Franței, ca soție a regelui Filip al II-lea August.

## Tinerețea
Elisabeta s-a născut la Valenciennes, fiind fiica contelui Balduin al V-lea de Hainaut cu contesa Margareta I de Flandra. Încă de când avea vârsta de un an, tatăl ei a promis-o spre căsătorie lui Henric, viitorul conte de Champagne. Henric era nepotul Adelei de Champagne, care era regina Franței. În anul 1179, cei tați au depus jurământ că vor proceda la căsătoria copiilor, însă în cele din urmă Balduin a fost de acord mai târziu să o căsătorească pe Elisabeta cu regele Filip al II-lea al Franței.

## Regină a Franței

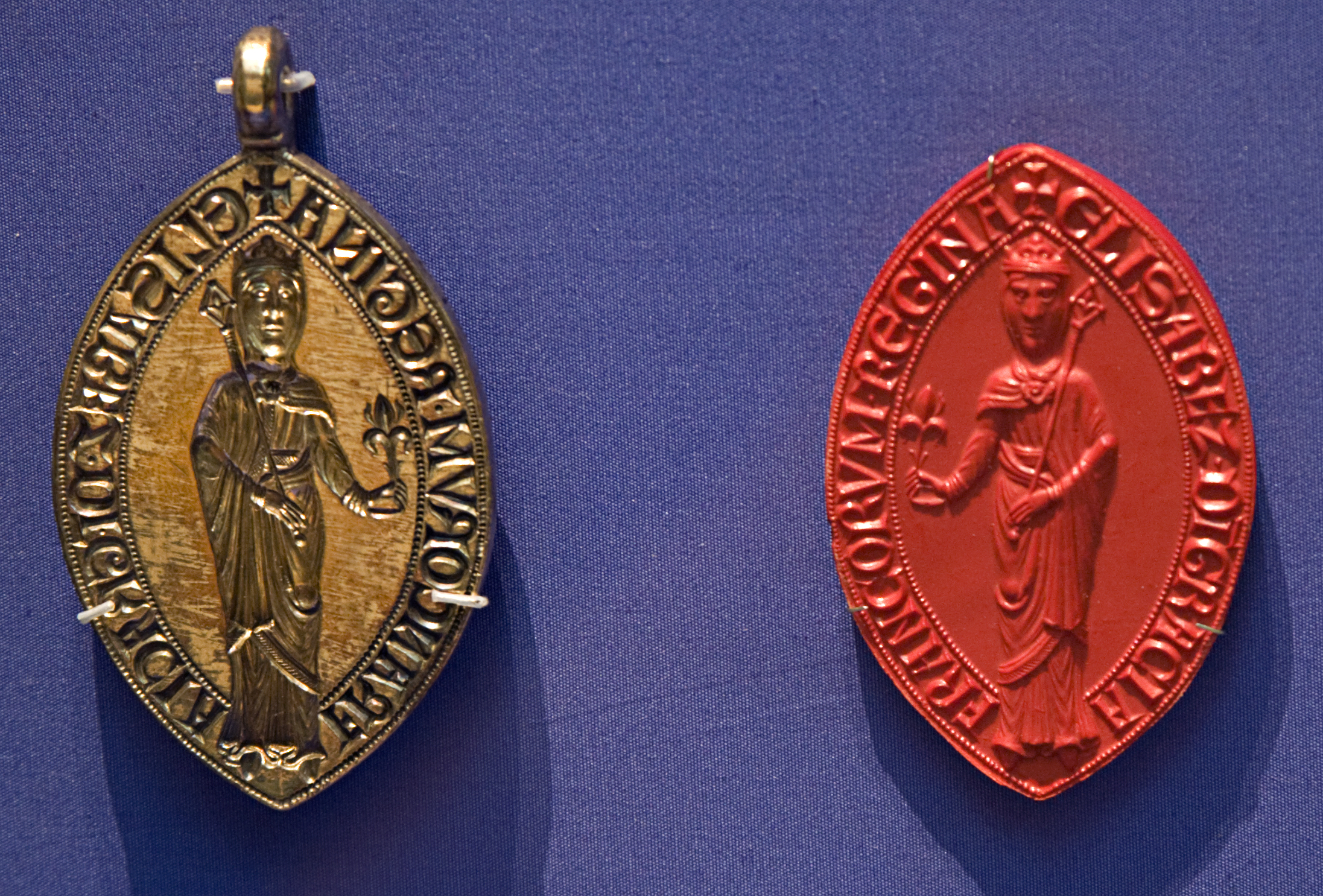
Sigiliul Elisabetei de Hainaut, actulamente la British Museum

Căsătoria cu regele Filip August a avut loc în data de 28 aprilie 1180, la Bapaume și a adus ca dotă comitatul Artois. Căsătoria a fost aranjată de către unchiul său pe linie maternă Filip I de Flandra, care era la acea vreme consilier al regelui.
Elisabeta a fost încoronată ca regină a Franței la Saint-Denis în ziua de 28 mai 1180. Dat fiind că Balduin al V-lea se revendica pe bună dreptate ca fiind descendent din Carol cel Mare, cronicarii vremii au văzut în această căsătorie o uniune între Dinastia Carolingiană și Dinastia Capețienilor.
Mariajul nu a fost pe placul reginei-mamă Adela de Champagne, dat fiind că el însemna totodată respingerea mâinii nepotului ei Henric de Champagne și slăbirea influenței ei asupra celorlalte rude.
Deși Elisabeta a fost lăudată de către contemporani pentru virtuțile sale, ea nu a reușit să câștige afecțiunea regelui Filip al II-lea, din cauză că nu a reușit să îi ofere un moștenitor.
Între timp, Filip August a început în 1184 un război împotriva Flandrei și, înfuriat că Balduin al V-lea îi sprijinea pe dușmanii săi, a convocat un conciliu la Sens cu scopul de a o repudia pe Elisabeta de Hainaut. Potrivit cronicii lui Gislebert de Mons, Elisabeta a apărut atunci desculță, ca un penitent, în bisericile orașului, câștigând astfel simpatia publicului.
Unchiul regelui, Robert I de Dreux, s-a interpus cu succes acestei situații, astfel încât Elisabeta nu a mai fost repudiată, mai ales că acest lucru ar fi însemnat pierderea provinciei Artois de către coroana Franței.
În cele din urmă, la 5 septembrie 1187, ea dat naștere mult doritului moștenitor, viitorul rege Ludovic al VIII-lea.

## Moartea

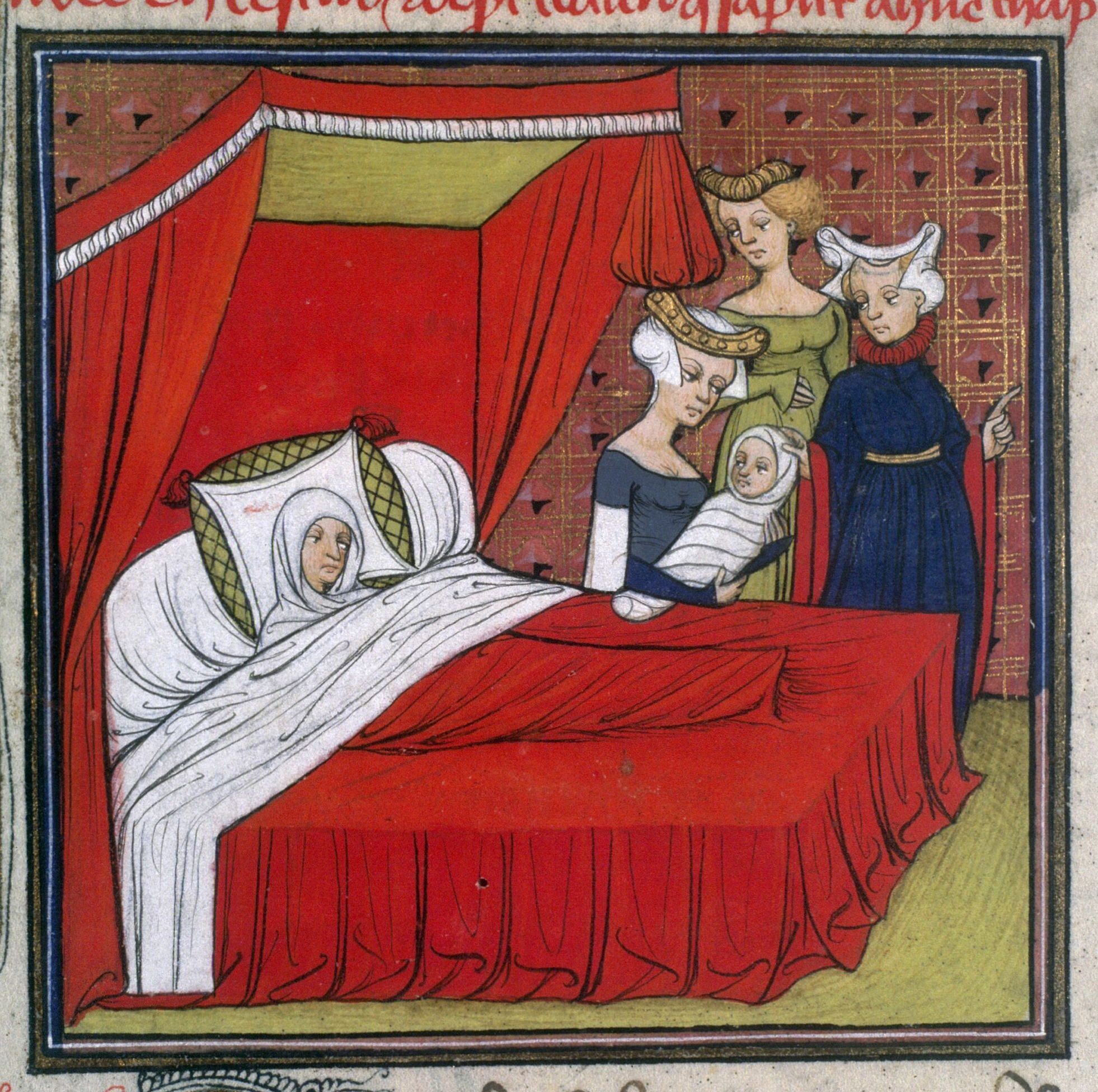
Miniatură reprezentând-o pe Isabella de Hainaut după naşterea primului ei fiu, Ludovic

Cea de a doua sarcină a a Elisabetei de Hainaut a fost extrem de dificilă. Pe 14 martie 1190, ea a născut doi gemeni, numiți Robert și Filip. Datorită complicațiilor din timpul nașterii, Elisabeta a murit a doua zi și a fost înmormântată în catedrala Notre-Dame de Paris. Încă nu âmplinise 20 de ani și a multă lume a fost îndoliată pe străzile Parisului, dat fiind că fusese o regină populară. 
Cei doi gemeni nu au trăit mai mult de patru zile, amândoi stingându-se pe 18 martie 1190. 
Fiul ei, Ludovic i-a succedat în poziția de conte de Artois. În cele din urmă, dota Elisabetei (provincia Artois) a revenit coroanei franceze după moartea lui Filip al II-lea, când Ludovic a urcat pe tron ca Ludovic al VIII-lea.